# Vranovská pahorkatina
Vranovská pahorkatina je geomorfologický podcelek Východoslovenské pahorkatiny. Nachází se na severním a východním okraji Vranova nad Topľou a v jeho blízkém okolí.

## Vymezení
Podcelek zabírá severní část pahorkatiny a vytváří pás území mezi nivami řek Topľa a Ondava. Severním směrem sousedí Beskydské predhorie s podcelkem Mernícká pahorkatina, jižním směrem se rozkládá Ondavská rovina, která je součástí Východoslovenské roviny. Západním směrem navazuje Toplianská a východním Ondavská niva, obě patřící do Východoslovenské pahorkatiny. 

## Osídlení
Niva patří mezi středně hustě osídlené území a kromě několika obcí zde okrajem zasahuje i město Vranov nad Topľou.

## Doprava
Na území města se kříží vícero významných komunikací, z nichž východním okrajem Vranovské pahorkatiny vede směrem na Stropkov silnice I / 15. 